# Halodiplosis panderiae
Halodiplosis panderiae är en tvåvingeart som beskrevs av Fedotova 1992. Halodiplosis panderiae ingår i släktet Halodiplosis och familjen gallmyggor.
Artens utbredningsområde är Kazakstan. Inga underarter finns listade i Catalogue of Life.